# Список претендентов на премию «Оскар» за лучший фильм на иностранном языке от Ирана

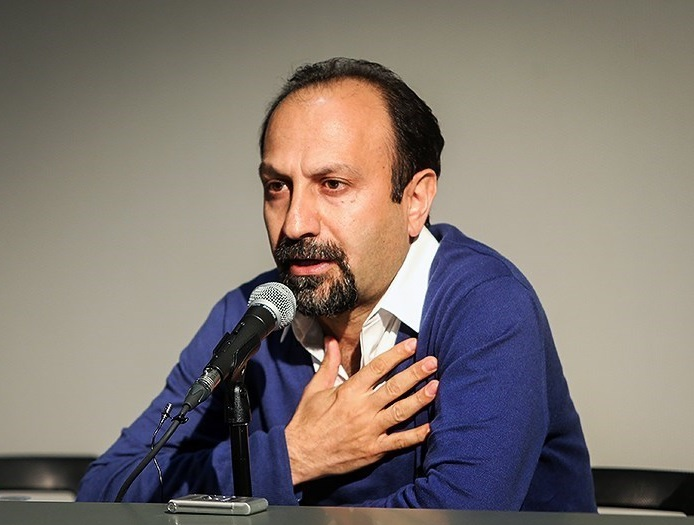
Асгар Фархади, режиссёр фильмов «Развод Надера и Симин» и «Коммивояжёр» — двух персидских фильмов, заслуживших «Оскар» за лучший фильм на иностранном языке.

Категория премии Американской академии кинематографических искусств и наук («Оскара») «за лучший фильм на иностранном языке» предназначена для награждения полнометражных фильмов, произведенных вне юрисдикции США и с преимущественно неанглийским языком или языками диалога. В качестве конкурсной «премии за заслуги» впервые появилась на 29 церемонии премии «Оскар», состоявшейся в 1957 году. Ранее, в 1948—1956 годах, иноязычные фильмы 8 раз награждались «почётным/специальным „Оскаром“». Награда вручается режиссёру, а официальным победителем является страна, фильм которой одержал победу.
Претендент от Ирана выбирается каждую осень комитетом, назначаемым Farabi Cinematic Foundation. Несмотря на слабые отношения с Соединёнными Штатами, Иран участвует в организовываемом ими соревновании с 1994 года, пропустив только один год. Всего Иран отправил на «Оскар» 22 фильма (на момент 2016 года), из которых три — «Дети небес» Маджида Маджиди и два фильма Асгара Фархади «Развод Надера и Симин» и «Коммивояжёр» — были номинированы на премию. Фархарди впоследствии получил два «Оскара» за эти фильмы. Из отправленных фильмов пять были срежиссированы Маджиди, ещё четыре — Фархади. Бахман Гобади и Реза Миркарими сняли по 2 фильма, претендовавших на «Оскар» за лучший фильм на иностранном языке.
В 2012 году Иран выбрал фильм «Кусок сахара» в качестве претендента на премию, однако в тот же день отозвал заявку в качестве бойкота, организованного из-за выхода американского фильма «Невинность мусульман». Также в 1995 году Иран пытался снять с конкурса фильм «Белый шар», но получил отказ от Американской академии кинематографических искусств и наук.
Пять фильмов и мультфильмов, снятые иранскими режиссёрами, представляли на «Оскаре» другие страны: I Love Vienna и «Одно мгновение свободы» — Австрию, «Персеполис» — Францию, «Баба Джун» — Израиль, «В тени» — Великобританию.

## Список фильмов
| Год (Церемония) | Русское название               | Персидское название      | Английское название            | Режиссёр            | Результат       |
| --------------- | ------------------------------ | ------------------------ | ------------------------------ | ------------------- | --------------- |
| 1977: (50.)     | Круг                           | دايره مينا               | The Cycle                      | Дариюш Мехрджуи     | Не номинирован  |
| 1994: (67.)     | Сквозь оливы                   | زیر درختان زیتون         | Through the Olive Trees        | Аббас Киаростами    | Не номинирован  |
| 1995: (68.)     | Белый шар                      | بادکنک سفید              | The White Balloon              | Джафар Панахи       | Не номинирован  |
| 1997: (70.)     | Габбех                         | گبه                      | Gabbeh                         | Мохсен Махмальбаф   | Не номинирован  |
| 1998: (71.)     | Дети небес                     | بچه های آسمان            | Children of Heaven             | Маджид Маджиди      | Номинирован     |
| 1999: (72.)     | Цвет рая                       | رنگ خدا                  | The Color of Paradise          | Маджид Маджиди      | Не номинирован  |
| 2000: (73.)     | Время пьяных лошадей           | زمانی برای مستی اسب‌ها    | A Time for Drunken Horses      | Бахман Гобади       | Не номинирован  |
| 2001: (74.)     | Дождь                          | باران                    | Baran                          | Маджид Маджиди      | Не номинирован  |
| 2002: (75.)     | Я – Таране, мне 15 лет         | من ترانه 15 سال دارم     | I’m Taraneh, 15                | Расул Садр Амели    | Не номинирован  |
| 2003: (76.)     | Глубокий вдох                  | نفس عمیق                 | Deep Breath                    | Парвиз Шахбази      | Не номинирован  |
| 2004: (77.)     | И черепахи могут летать        | لاک‌پشت‌ها هم پرواز می‌کنند | Turtles Can Fly                | Бахман Гобади       | Не номинирован  |
| 2005: (78.)     | Очень далеко, очень близко     | خیلی دور خیلی نزدیک      | So Close, So Far               | Реза Миркарими      | Не номинирован  |
| 2006: (79.)     | Кафе «Транзит»                 | کافه ترانزیت             | Café Transit                   | Камбузья Партови    | Не номинирован  |
| 2007: (80.)     | М для матери                   | میم مثل مادر             | M for Mother                   | Расул Моллагхолипур | Не номинирован  |
| 2008: (81.)     | Песня воробьёв                 | آواز گنجشکها             | The Song of Sparrows           | Маджид Маджиди      | Не номинирован  |
| 2009: (82.)     | О Элли                         | …درباره الی              | About Elly…                    | Асгар Фархади       | Не номинирован  |
| 2010: (83.)     | Прощай, Багдад                 | بدرود بغداد              | Farewell Baghdad               | Мехди Надери        | Не номинирован  |
| 2011: (84.)     | Развод Надера и Симин          | جدایی نادر از سیمین      | A Separation                   | Асгар Фархади       | Получил «Оскар» |
| 2013: (86.)     | Прошлое                        | گذشته                    | The Past                       | Асгар Фархади       | Не номинирован  |
| 2014: (87.)     | Сегодня                        | امروز                    | Today                          | Реза Миркарими      | Не номинирован  |
| 2015: (88.)     | Мухаммад: посланник Всевышнего | محمد رسول‌الله            | Muhammad: The Messenger of God | Маджид Маджиди      | Не номинирован  |
| 2016: (89.)     | Коммивояжёр                    | فروشنده                  | The Salesman                   | Асгар Фархади       | Получил «Оскар» |

## Комментарии
1. ↑  Использовалось во время номинации.
2. ↑  Фильм на курдском языке.
3. ↑  Фильм на курдском языке.
4. ↑  Фильм на французском языке.